# Jamal Mayers
Jamal David Mayers (ur. 24 października 1974 w Toronto) – kanadyjski hokeista, reprezentant kraju.
Od lipca 2011 roku zawodnik Chicago Blackhawks. W maju 2012 roku przedłużył kontrakt z klubem. 13 grudnia 2013 ogłosił zakończenie kariery.
Uczestniczył w turniejach Mistrzostw Świata w 2000, 2007, 2008.

## Kariera klubowa
- Thornhill Thunderbirds (1990–1992)
- Western Michigan Univ. (1992–1996)
- Worcester IceCats (1996–1998)
- St. Louis Blues (1996–2004)
  -  Hammarby IF (2004)
- Missouri River Otters (2005)
- St. Louis Blues (2005–2008)
- Toronto Maple Leafs (2008–2010)
- Calgary Flames (2010)
- San Jose Sharks (2010–2011)
- Chicago Blackhawks (2011–2013)

## Sukcesy
Reprezentacyjne
- Złoty medal mistrzostw Świata: 2007
- Srebrny medal mistrzostw Świata: 2008

Klubowe
- Mistrz dywizji NHL: 2000 z St. Louis Blues, 2011 z San Jose Sharks, 2013 z Chicago Blackhawks
- Mistrz konferencji NHL: 2013 z Chicago Blackhawks
- Presidents’ Trophy: 2000 z St. Louis Blues, 2013 z Chicago Blackhawks
- Clarence S. Campbell Bowl: 2013 z Chicago Blackhawks
- Puchar Stanleya: 2013 z Chicago Blackhawks